# SimFarm
SimFarm is een computerspel uit 1993 van Maxis waarin spelers een virtuele boerderij kunnen bouwen en onderhouden. Het idee erachter is gelijkend op dat van de SimCity-serie.

## Doel
SimFarm weerspiegelt taken op een echte boerderij; het stelt spelers in staat om land op te kopen, gebouwen te plaatsen, gewassen te telen en vee te kopen, fokken en verkopen. Er zijn weersomstandigheden en seizoenen ingebouwd, net zoals andere omstandigheden waarmee een boerderij te maken kan krijgen. Zoals in SimCity, zijn er rampen die de boerderij kunnen afbreken. Tornado's, overstromingen, ziektes en zandstormen zijn een paar van de vele rampen die een boerderij kunnen teisteren.
SimFarm heeft ook een kleine stad in zijn simulatie. Die stad is in feite een deel van SimCity in zijn vorm en functies. De speler heeft voor sommige handelszaken de stad nodig, bijvoorbeeld om vee in te sturen voor wedstrijden.
SimFarm staat de speler ook toe zijn eigen klimaat te kiezen. Standaard kan hij kiezen uit negen regio's uit de VS, maar hij kan ook zelf een klimaat aanmaken door de temperatuur, neerslag en windsnelheid in te stellen.